# وكالة إغاثة
وكالة الإغاثة أو وكالة المعونة هي نوع من أنواع المنظمات غير الربحية، تعمل في مجال توزيع امساعدات الإنسانية، وتختلف أنواع هذه المنظمات إلى منظمات حكومية، منظمات تطوعية خاصة، ومنظمات غير حكومية، تعد اللجنة الدولية للصليب الأحمر التي تأسست سنة 1863 ثاني أقدم منظمة إنسانية في العالم، ويُقسم عمل وكالة الإغاثة إلى قسمين المساعدات الإنسانية وتشمل جهود الإغاثة في حالات الطوارئ والكوارث الطبيعية، والمساعدات التنموية أو المساعدات الخارجية، وهي التي تهدف إلى مساعدة البلدان على تحقيق نمو اقتصادي مستدام طويل الأجل، بهدف تحقيق الحد من الفقر.